# 宮國央芽
宮國 央芽（みやぐに おうが、1996年9月16日 - ）は、沖縄県出身のハンドボール選手。日本ハンドボールリーグのジークスター東京所属。

## 経歴
興南高等学校時代は2014年の全国高等学校ハンドボール選抜大会で優勝し、優秀選手賞を受賞した。8月の全国高等学校総合体育大会ハンドボール競技大会（インターハイ）も制し、同大会でも優秀選手賞を受賞。10月の国民体育大会も優勝し、「高校3冠」を達成した。
高校卒業後は日本大学へ進学。2018年に行われたジャパンカップの関東学連エキシビションマッチ東西対抗戦で西軍メンバーに選出された。
2019年に東京トライスターズへ加入。背番号は「16」。

## 詳細情報

### 背番号
- 16 (2019年 - )